# Lisia Skała (Suliszowice)
Lisia Skała – skała we wsi Suliszowice w województwie śląskim, w powiecie myszkowskim, w gminie Żarki. Znajduje się na Wyżynie Częstochowskiej w obrębie Wyżyny Krakowsko-Częstochowskiej.
Lisia Skała znajduje się w lesie po północnej stronie zabudowanego obszaru Zastudnia (część wsi Suliszowice). Przez grotołazów nazywana jest Płetwą. Znajduje się wśród wielu innych skał w rzadkim lesie na północnym stoku wzniesienia nad Zastudniem. Ma wysokość 20 m i zbudowana jest z twardych wapieni skalistych. Uprawiana jest na niej wspinaczka skalna. Po raz pierwszy zaczęto się na niej wspinać w 2004 r. Jesienią 2020 r. odnowiono i uzupełniono na niej asekurację, dzięki czemu stała się atrakcyjnym obiektem wspinaczkowym. W 2021 r. jest na niej 14 dróg wspinaczkowych o trudności od IV do VI.4 + w skali Kurtyki. Większość z nich ma zamontowane ringi (r) i stanowiska zjazdowe (st), tylko na dwóch drogach wspinaczka częściowo tradycyjna (trad). Wśród wspinaczy skalnych skała ma średnią popularność.

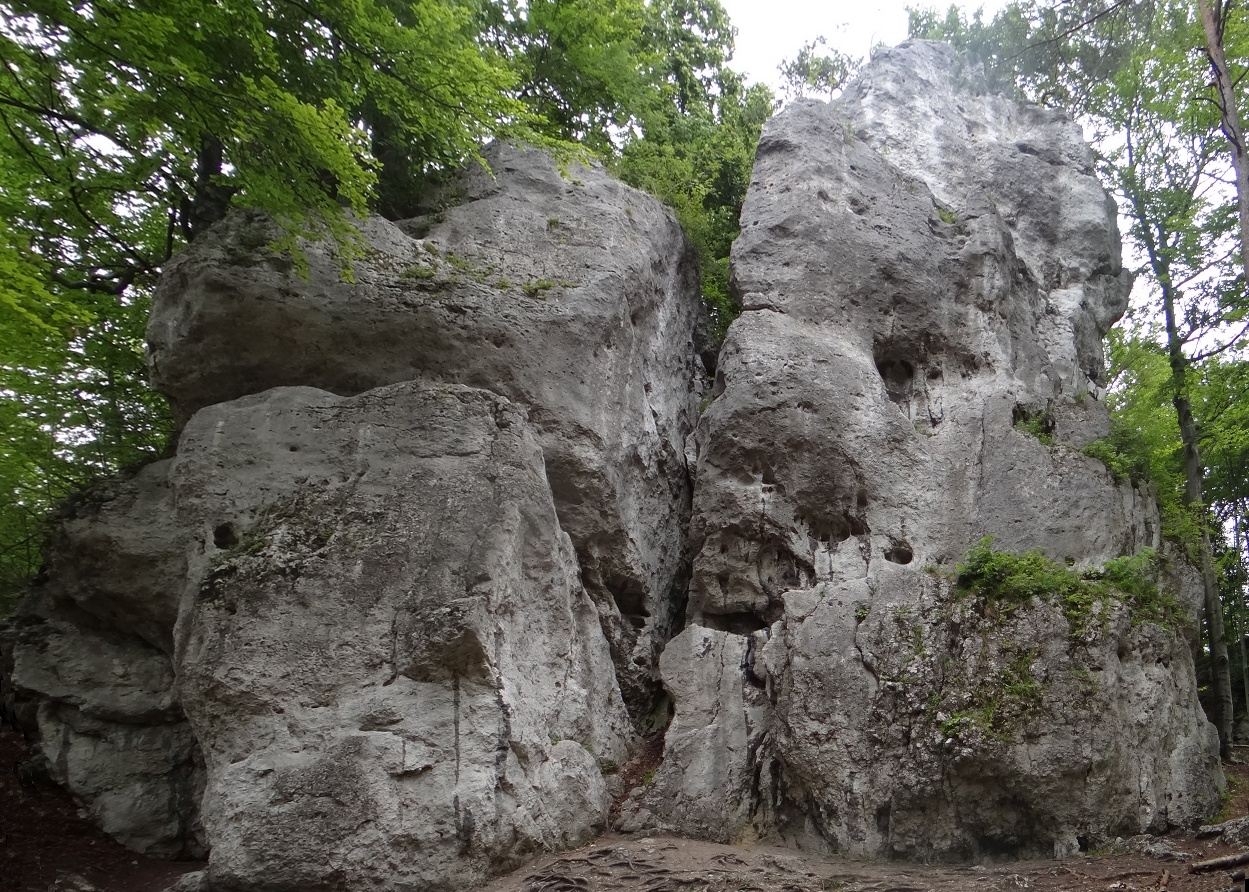
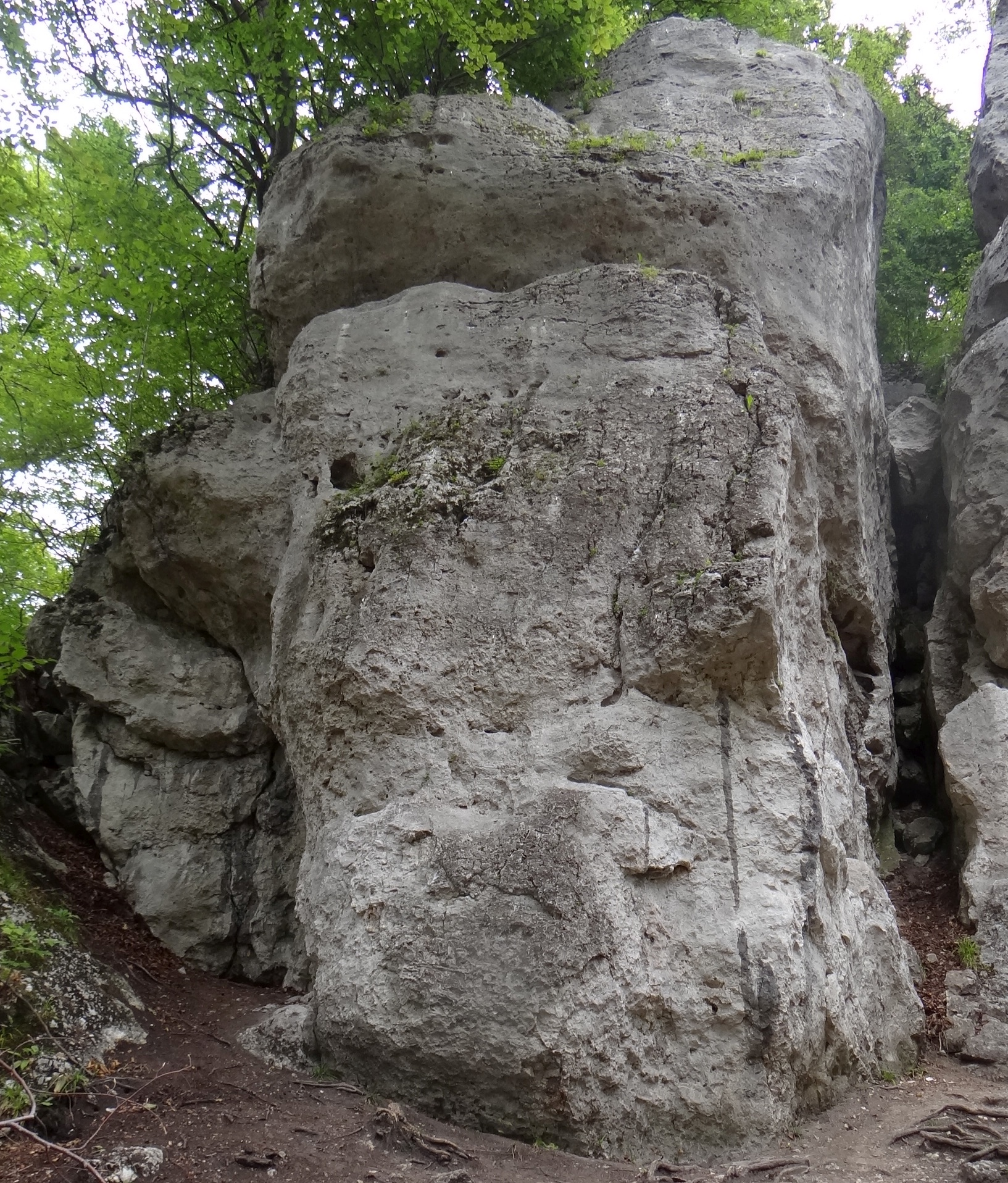
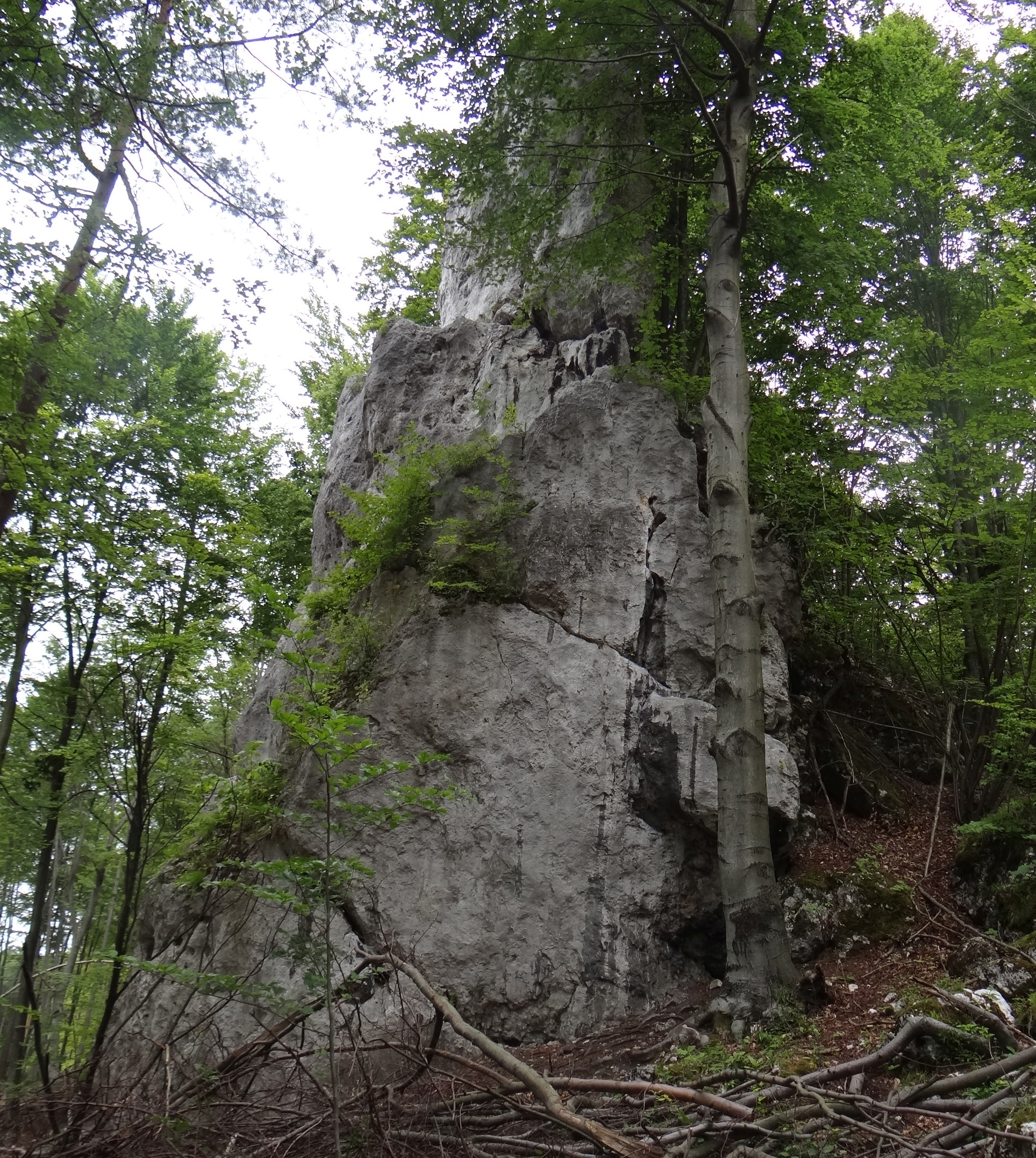

1. Rademenes; VI.1+, 5r + st
2. Radki w skrzatki; VI+5, r + st
3. Ludki srutki; V+, 5r + st
4. Rzyski; VI, 5r + st
5. Kancik; V+, 6r + st
6. Janitex Ambitex; VI.2, 6r + st
7. S-ka; IV, trad + 2r + st
8. Filar Wiktora; VI+, 6r + st
9. Wiktorzy; VI.2+, 9r + st
10. Ładne kwiatki; VI.4, 6r + st)
11. Demenówka; VI.1, 7r + st
12. Grabki; VI, 6rz + st
13. Z-ka; IV, trad+2r + st
14. Dead Fox; VI.3, 5r + rz[4].